# Pedro de Amorim Viana

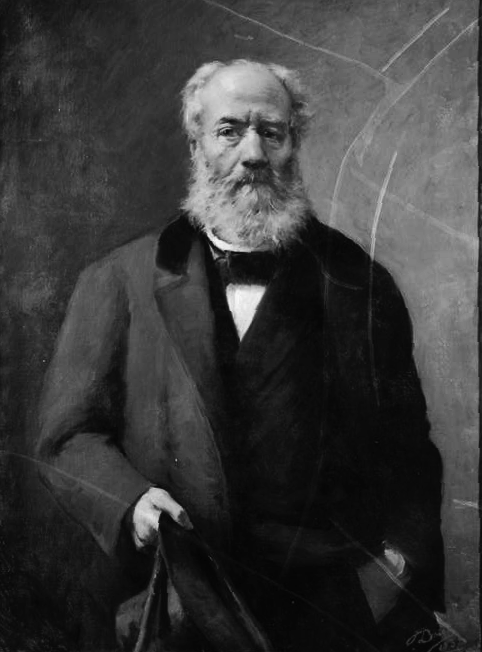
Pedro de Amorim Viana (1822-1901), filosofo portoghese

Pedro de Amorim Viana (Lisbona, 21 dicembre 1822 – Lisbona, 25 dicembre 1901) è stato un filosofo portoghese.

## Biografia
Nato nella capitale portoghese, Amorim Viana si diplomò in Francia prima di laurearsi in Matematica presso l'Università di Coimbra nel 1848. Nel 1850 vinse il concorso che gli permise di reggere la cattedra di Matematica presso l'Accademia Politecnica di Porto (dalla quale nacque, nel 1911, l'Università di Porto). Proprio a Porto risiedette fino al 1883 e ivi fu particolarmente attivo dal punto di vista culturale, pubblicando testi filosofici in varie riviste, come quelli - significativi per lo sviluppo del suo pensiero - apparsi su A Península tra il 1852 e il 1853. Morì a Lisbona all'età di settantanove anni.

## Pensiero
Amorim Viana è considerato tra i pensatori che inaugurano la contemporaneità filosofica portoghese, se non addirittura il primo filosofo portoghese contemporaneo. Nella sua più conosciuta e importante opera, Defesa do Racionalismo ou Análise da Fé ('Difesa del Razionalismo o Analisi della Fede', 1866), si palesa come pensatore razionalista e spiritualista, critico nei confronti del sensismo e del positivismo, e i cui riferimenti principali sono Platone, Spinoza, Kant e soprattutto Leibniz.
Esterno alla tradizione filosofica cattolica lusitana di matrice aristotelica e tomista, Amorim Viana è, secondo il pensatore portoghese Sant'Anna Dionísio, un «teologo laico», essendosi dedicato in particolare a riflettere sull'idea di Dio, sul problema dell'esistenza del male e sulle relazioni tra fede, ragione e religione.
Fede e ragione non sono, secondo Amorim Viana, in opposizione, giacché Dio si rivela all'essere umano attraverso entrambe, nella misura delle possibilità umane, le quali sono tuttavia limitate e perciò impossibilitate a conoscere l'essenza infinita di Dio: «La ragione umana è debole. Non può raggiungere la scienza. Solo Dio è sapiente. L'uomo, attraverso il raziocinio, vede soltanto il riflesso, nell'armonia, dell'Immutabile, del vero Essere. Ma quello sforzo, che costituisce la filosofia, è il più nobile, il più elevato che l'uomo possa produrre.».
Rispetto al problema del male, Amorim Viana sostenne che il male non ha esistenza reale, perché per Dio, che è Sommo Bene, «tutti gli enti sono buoni», essi procedendo da Lui e da Lui ricevendo il loro stesso essere. Quel che chiamiamo male sarebbe quindi soltanto un'ombra illusoria e, allo stesso tempo, la condizione che permette il progressivo perfezionamento delle creature, finalità questa che solo Dio conosce nella sua completezza e perfezione.
Il pensiero di Amorim Viana ebbe echi in filosofi portoghesi a lui contemporanei e posteriori, in particolare in Sampaio Bruno, le cui opere furono a loro volta tra i riferimenti filosofici che all'inizio del XX secolo diedero impulso alla nascita del Saudosismo. Più in generale, Amorim Viana, assieme ad altri filosofi portoghesi del XIX secolo, come Antero de Quental e Cunha Seixas, inaugurò una tendenza spiritualista eterodossa (rispetto alla tradizione neo-tomista lusitana), nel pensiero portoghese contemporaneo, che si sarebbe protratta fino al XXI secolo.

## Opere principali
- 1864 - Defesa do Racionalismo ou Análise da Fé
- 1993 - Escrítos Filosóficos